# Raboldshausen (Neuenstein)
Raboldshausen ist ein Ortsteil der Gemeinde Neuenstein im osthessischen Landkreis Hersfeld-Rotenburg.

## Geographische Lage
Der Ort liegt im Knüllgebirge am Oberlauf des Geisbaches. Etwa 3 km südlich des Dorfes erhebt sich der Eisenberg, mit 635,5 m ü. NN der höchste Berg des Knüllgebirges. Durch Raboldshausen führt die Landesstraße 3155. Der öffentliche Personennahverkehr erfolgt durch die RKH Bus GmbH mit der Linie 370. Nachbarorte sind Salzberg im Südwesten und Saasen im Osten.

## Geschichte

### Ortsgeschichte
Als „Rabenshusen“ wurde der Ort im Jahre 1224 erstmals erwähnt. Schon 1585 gehörte das Dorf zum Gericht Neuenstein. Raboldshausen kam 1745 an die Landgrafschaft Hessen-Kassel und wurde dort zum Mittelpunkt des Amtes Raboldshausen. Nach der Auflösung des Amtes 1821 bestand noch ein erstinstanzliches Gericht, das Justizamt Raboldshausen am Ort, bis es 1867 aufgehoben wurde.
Die evangelische Pfarrkirche wurde 1791 erbaut. Sehenswert sind die Wandgrabmäler derer von Wallenstein.

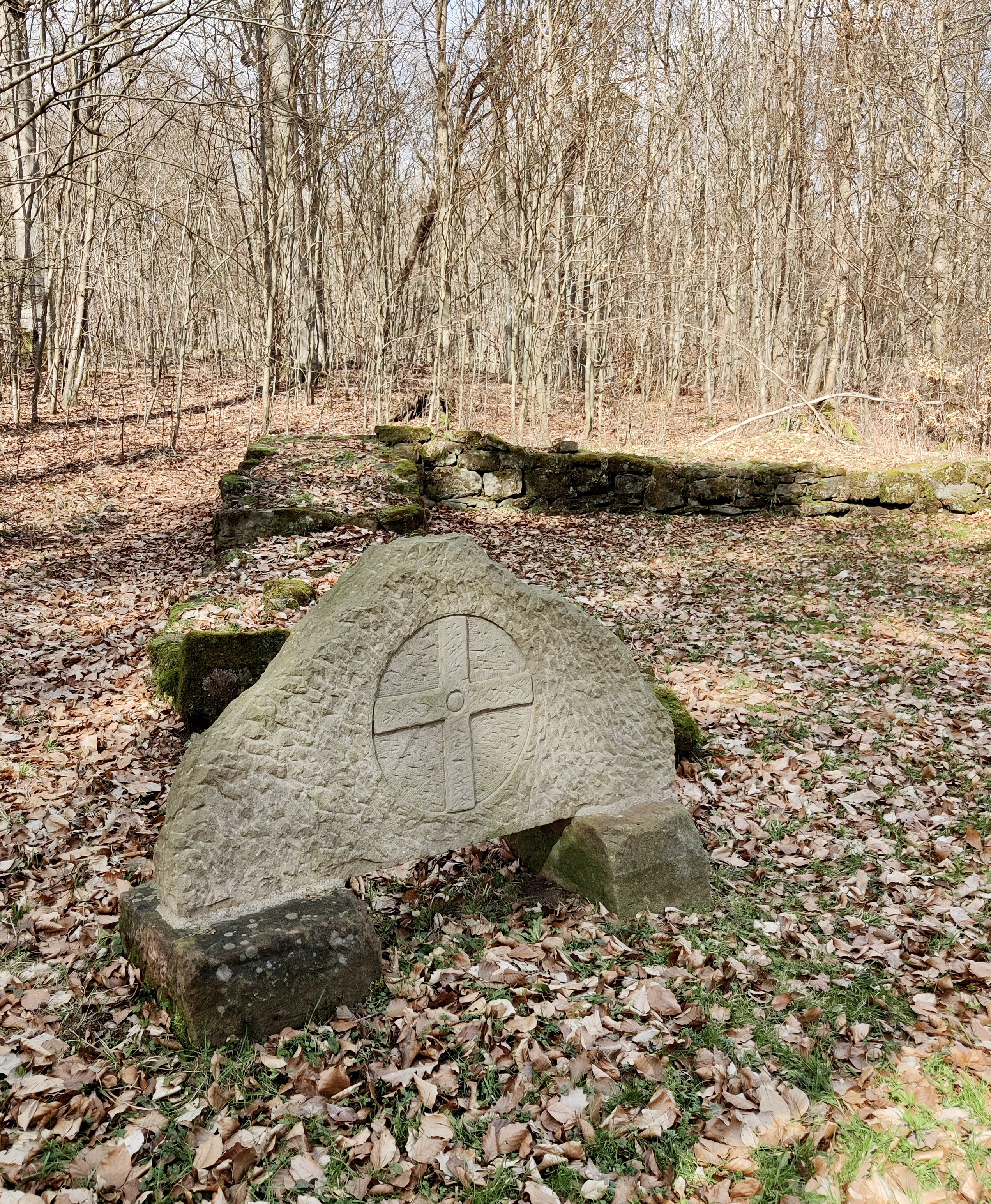
Holnsteiner Kapelle

Auf einer Waldwiese etwa 1,7 km südöstlich des Dorfs am Südhang des Holnsteinkopfes befand sich das um 1400 wüst gefallene Dorf Holnstein. Die 1936 ausgegrabenen Grundmauern seiner Dorfkirche wurden 1999 neu vermörtelt. In der Nähe steht ein Sühnekreuz aus dem späten Mittelalter, das mit dem verlassenen Dorf Holnstein jedoch nichts zu tun hat.
Hessische Gebietsreform (1970–1977)
Im Zuge der Gebietsreform in Hessen fusionierten zum 31. Dezember 1971 die bis dahin selbständigen Gemeinden Aua, Gittersdorf, Mühlbach, Raboldshausen, Saasen, Salzberg und Untergeis freiwillig zur neuen Gemeinde Neuenstein. Für die ehemaligen Gemeinden wurde je ein Ortsbezirk mit Ortsbeirat und Ortsvorsteher nach der Hessischen Gemeindeordnung eingerichtet.

### Verwaltungsgeschichte im Überblick
Die folgende Liste zeigt die Staaten und Verwaltungseinheiten, denen Raboldshausen angehört(e):
- ab 1742: Heiliges Römisches Reich, Landgrafschaft Hessen-Kassel, Amt Homberg
- ab 1806: Landgrafschaft Hessen-Kassel, Amt Homberg
- 1807–1813: Königreich Westphalen, Departement der Werra, Distrikt Hersfeld, Kanton Schwarzenborn
- ab 1815: Kurfürstentum Hessen, Amt Homberg
- ab 1817: Kurfürstentum Hessen, Amt Neuenstein[8]
- ab 1821/22: Kurfürstentum Hessen, Provinz Fulda, Kreis Rotenburg[9][Anm. 2]
- ab 1823: Kurfürstentum Hessen, Provinz Niederhessen, Kreis Homberg
- ab 1848: Kurfürstentum Hessen, Bezirk Hersfeld
- ab 1851: Kurfürstentum Hessen, Provinz Niederhessen, Kreis Homberg
- ab 1867: Königreich Preußen, Provinz Hessen-Nassau, Regierungsbezirk Kassel, Kreis Homberg
- ab 1871: Deutsches Reich,  Königreich Preußen, Provinz Hessen-Nassau, Regierungsbezirk Kassel, Kreis Homberg
- ab 1918: Deutsches Reich, Freistaat Preußen, Provinz Hessen-Nassau, Regierungsbezirk Kassel, Kreis Rotenburg
- ab 1932: Freistaat Preußen, Provinz Hessen-Nassau, Regierungsbezirk Kassel, Landkreis Fritzlar-Homberg
- ab 1944: Deutsches Reich, Freistaat Preußen, Provinz Kurhessen, Landkreis Fritzlar-Homberg
- ab 1945: Amerikanische Besatzungszone, Groß-Hessen, Regierungsbezirk Kassel, Landkreis Fritzlar-Homberg
- ab 1946: Amerikanische Besatzungszone, Land Hessen, Regierungsbezirk Kassel, Landkreis Hersfeld
- ab 1949: Bundesrepublik Deutschland, Land Hessen, Regierungsbezirk Kassel, Landkreis Hersfeld
- ab 1971: Land Hessen, Regierungsbezirk Kassel, Landkreis Hersfeld
- ab 1972: Land Hessen, Regierungsbezirk Kassel, Landkreis Hersfeld-Rotenburg, Gemeinde Neuenstein[Anm. 3]

## Bevölkerung

### Einwohnerstruktur 2011
Nach den Erhebungen des Zensus 2011 lebten am Stichtag, dem 9. Mai 2011, in Raboldshausen 573 Einwohner. Darunter waren 3 (0,5 %) Ausländer.
Nach dem Lebensalter waren 81 Einwohner unter 18 Jahren, 231 zwischen 18 und 49, 132 zwischen 50 und 64 und 132 Einwohner waren älter. Die Einwohner lebten in 255 Haushalten. Davon waren 75 Singlehaushalte, 66 Paare ohne Kinder und 90 Paare mit Kindern, sowie 31 Alleinerziehende und 3 Wohngemeinschaften. In 57 Haushalten lebten ausschließlich Senioren und in 159 Haushaltungen lebten keine Senioren.

### Einwohnerentwicklung
| Quelle: Historisches Ortslexikon |                 |
| • 1585:                          | 80 Hausgesesse  |
| • 1741:                          | 122 Häuser      |
| • 1747:                          | 127 Hausgesesse |

| Raboldshausen: Einwohnerzahlen von 1770 bis 2020 | Raboldshausen: Einwohnerzahlen von 1770 bis 2020 | Raboldshausen: Einwohnerzahlen von 1770 bis 2020 | Raboldshausen: Einwohnerzahlen von 1770 bis 2020 | Raboldshausen: Einwohnerzahlen von 1770 bis 2020 |
| --- | ------------------------------------------------ | ------------------------------------------------ | ------------------------------------------------ | ------------------------------------------------ |
| Jahr |                                                  |                                                  |                                                  | Einwohner                                        |
| 1770 | 1770                                             |                                                  | 575                                              | 575                                              |
| 1800 | 1800                                             |                                                  | ?                                                | ?                                                |
| 1834 | 1834                                             |                                                  | 849                                              | 849                                              |
| 1840 | 1840                                             |                                                  | 828                                              | 828                                              |
| 1846 | 1846                                             |                                                  | 959                                              | 959                                              |
| 1852 | 1852                                             |                                                  | 905                                              | 905                                              |
| 1858 | 1858                                             |                                                  | 834                                              | 834                                              |
| 1864 | 1864                                             |                                                  | 845                                              | 845                                              |
| 1871 | 1871                                             |                                                  | 758                                              | 758                                              |
| 1875 | 1875                                             |                                                  | 703                                              | 703                                              |
| 1885 | 1885                                             |                                                  | 733                                              | 733                                              |
| 1895 | 1895                                             |                                                  | 710                                              | 710                                              |
| 1905 | 1905                                             |                                                  | 659                                              | 659                                              |
| 1910 | 1910                                             |                                                  | 686                                              | 686                                              |
| 1925 | 1925                                             |                                                  | 638                                              | 638                                              |
| 1939 | 1939                                             |                                                  | 629                                              | 629                                              |
| 1946 | 1946                                             |                                                  | 982                                              | 982                                              |
| 1950 | 1950                                             |                                                  | 927                                              | 927                                              |
| 1956 | 1956                                             |                                                  | 754                                              | 754                                              |
| 1961 | 1961                                             |                                                  | 702                                              | 702                                              |
| 1967 | 1967                                             |                                                  | 741                                              | 741                                              |
| 1970 | 1970                                             |                                                  | 711                                              | 711                                              |
| 1980 | 1980                                             |                                                  | ?                                                | ?                                                |
| 1990 | 1990                                             |                                                  | ?                                                | ?                                                |
| 2000 | 2000                                             |                                                  | ?                                                | ?                                                |
| 2011 | 2011                                             |                                                  | 573                                              | 573                                              |
| 2020 | 2020                                             |                                                  | 592                                              | 592                                              |
| Datenquelle: Historisches Gemeindeverzeichnis für Hessen: Die Bevölkerung der Gemeinden 1834 bis 1967. Wiesbaden: Hessisches Statistisches Landesamt, 1968. Weitere Quellen: LAGIS; Gemeinde Neuenstein; Zensus 2011 |                                                  |                                                  |                                                  |                                                  |

### Historische Religionszugehörigkeit

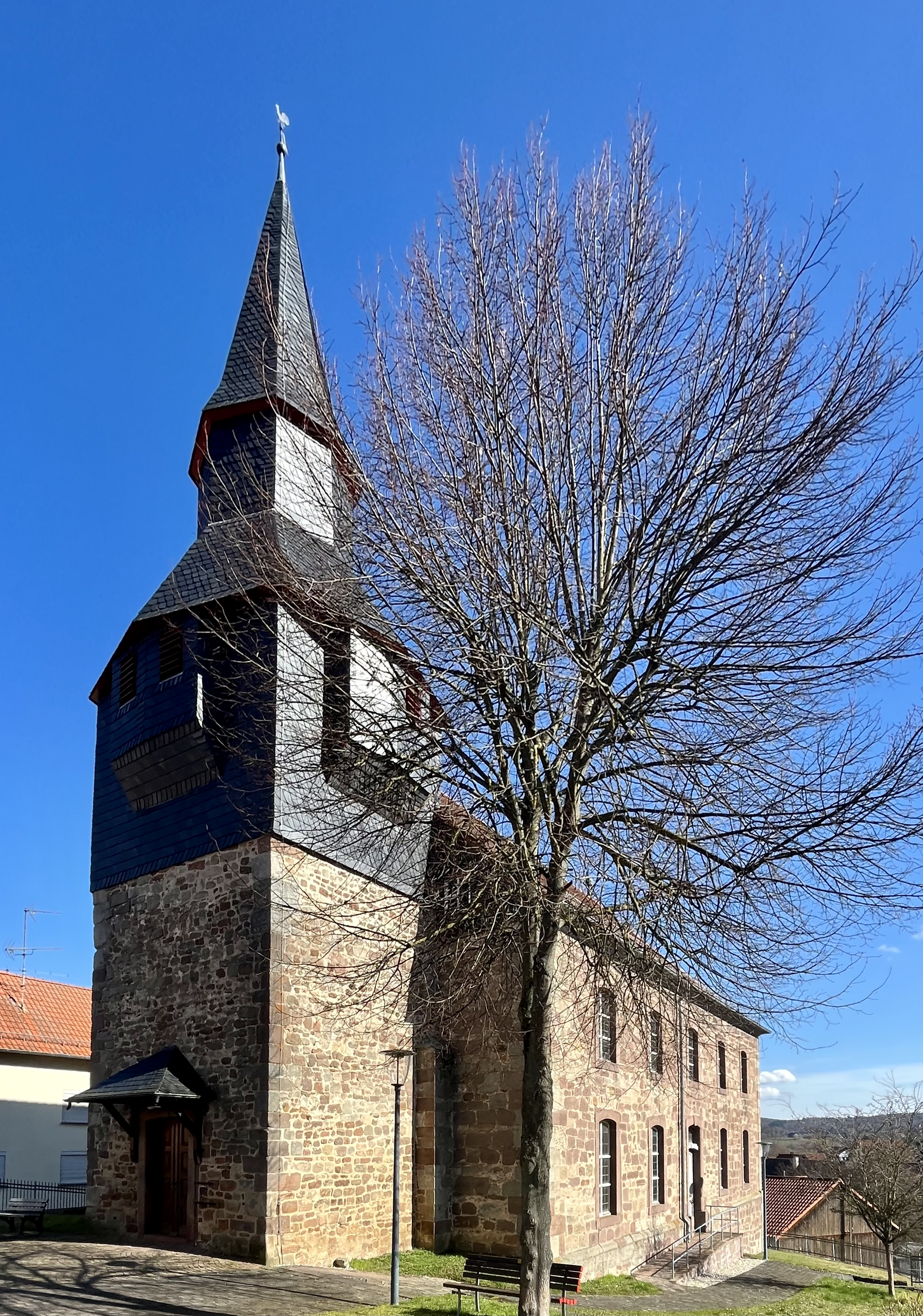
Evangelische Kirche

| • 1861: | 757 evangelisch-reformierte, 8 unierte, ein katholischer, 92 jüdische Einwohner (mit Militärpersonal)                                 |
| • 1885: | 674 evangelische (= 91,95 %), keine katholischen, ein anderer christlich-konfessioneller (= 0,14 %), 58 jüdische (= 7,91 %) Einwohner |
| • 1961: | 613 evangelische (= 87,32 %), 69 katholische (= 9,83 %) Einwohner                                                                     |

## Politik
Für Raboldshausen besteht ein Ortsbezirk (Gebiete der ehemaligen Gemeinde Raboldshausen) mit Ortsbeirat und Ortsvorsteher nach der Hessischen Gemeindeordnung. Der Ortsbeirat besteht aus fünf Mitgliedern. Bei den Kommunalwahlen in Hessen 2021 betrug die Wahlbeteiligung zum Ortsbeirat 62,19 %. Alle Mitglieder gehören der „Bürgerliste Raboldshausen“ (BLR) an. Der Ortsbeirat wählte Ulrich Schwarz zum Ortsvorsteher.

## Sehenswürdigkeiten
Für die unter Denkmalschutz stehenden Kulturdenkmale des Ortes siehe die Liste der Kulturdenkmäler in Raboldshausen.